# آکاکی خوشتاریا

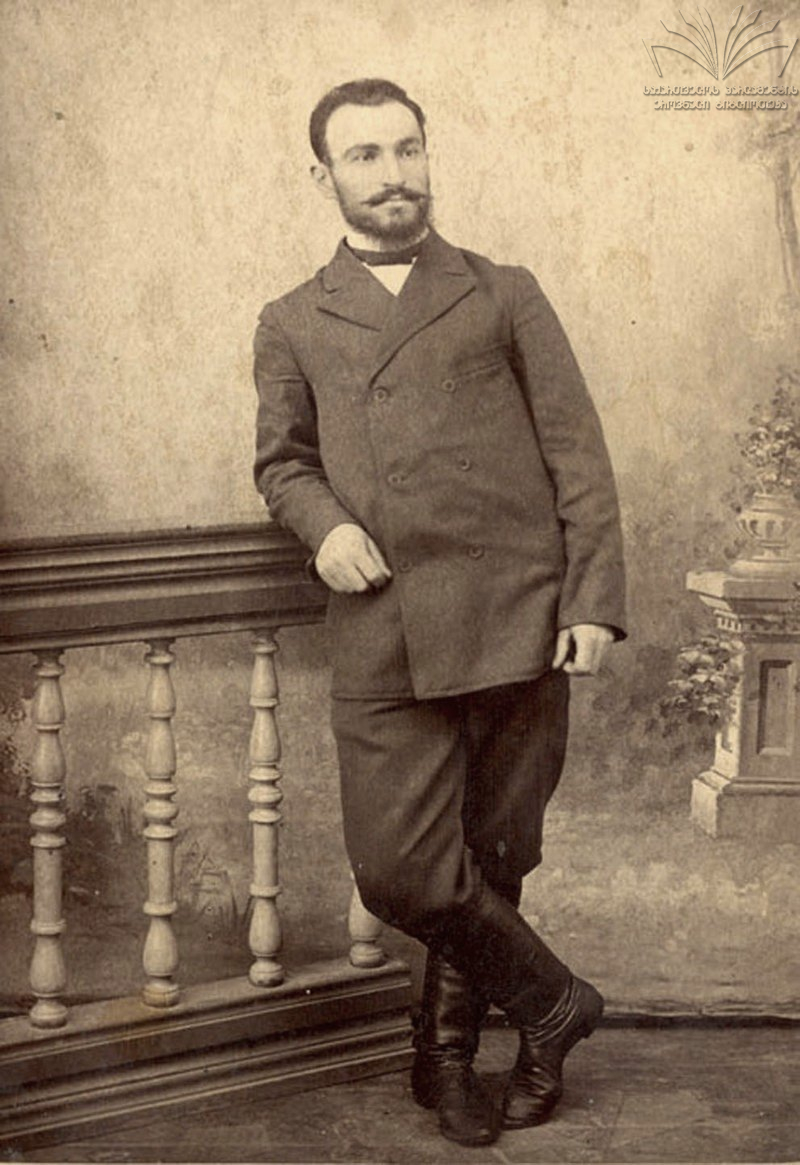

آکاکی مفودیویچ خوشتاریا (به گرجی: აკაკი ხოშტარია، به روسی: Акакий Мефодьевич Хоштария) (زاده ۱۸۷۳-درگذشته ۱۹۳۲) سرمایه‌دار و چهره اجتماعی و نیکوکار گرجی و تبعه روسیه بود. شهرت او بیشتر به خاطر امتیازی است که از دولت ایران برای استخراج معادن به ویژه نفت شمال ایران دریافت کرد.
او از خانواده‌ای از اشراف کهتر گرجی به نام آزناووری بود و در شهر آباشای گرجستان، که در آن زمان بخشی از امپراتوری روسیه تزاری بود، به دنیا آمد. در سن پترزبورگ در رشته کشاورزی تحصیل کرد و در جنوب قفقاز به سرمایه‌گذاری پرداخت و اندوخته‌ای به هم زد. او به ویژه به منابع نفتی آذربایجان و شمال ایران توجه داشت. در سال ۱۹۱۶ توانست امتیازی از دولت ایران برای استخراج معادن شمال ایران، از جمله نفت، بدست آورد. بهره‌برداری از این امتیاز با رخ دادن انقلاب در روسیه ممکن نشد و او در ۱۹۲۰ امتیاز خود را به شرکت نفت ایران و انگلیس به مبلغ ۲۰۰٫۰۰۰ پوند فروخت. در جریان انقلاب‌های سال ۱۹۱۷ در روسیه به کمک دولت نوبنیاد جمهوری دموکراتیک گرجستان رفت و پس از شکست آن دولت به دست بولشویک‌ها به پاریس رفت. در سال ۱۹۳۲ در پاریس درگذشت و در گورستان پرلاشز دفن شد.